# Pseudarrhenatherum pallens
Pseudarrhenatherum pallens é uma espécie de planta com flor pertencente à família Poaceae. 
A autoridade científica da espécie é (Link) Holub, tendo sido publicada em Taxon 15: 167. 1966.

## Portugal
Trata-se de uma espécie presente no território português, nomeadamente em Portugal Continental.
Em termos de naturalidade é endémica da região atrás referida.

## Protecção
Encontra-se protegida por legislação portuguesa ou da Comunidade Europeia, nomeadamente pelo Anexo II e IV da Directiva Habitats.